# アンドリュー・コソーヴ
アンドリュー・A・コソーヴ（Andrew A. Kosove）は、アメリカ合衆国の映画及びテレビプロデューサーである。

## 人物
製作パートナーのブロデリック・ジョンソンと共同でアルコン・エンターテインメントを設立し、CEOを務めている。また2009年には『しあわせの隠れ場所』でアカデミー作品賞にノミネートされた。

## 生い立ち
1992年にプリンストン大学を卒業する。プロデューサーのブロデリック・ジョンソンとは大学時代に友人となった。

## キャリア
コソーヴとジョンソンはカリフォルニア州ロサンゼルスに移り、そこで2人はフェデックスの創業者・会長であるフレデリック・W・スミスからの金融資本を持つ映画会社を立ち上げた。会社はアルコン・エンターテインメントとして知られることとなる。彼らの初の長編映画『ライラ/フレンチKISSをあなたと』は興行的に失敗したが、2本目の『マイ・ドッグ・スキップ』は700万ドルの予算で3400万ドルを売り上げた。アルコンはその後も『P.S. アイラヴユー』、『ゾルタン★星人』、『旅するジーンズと16歳の夏』、『ザ・ウォーカー』、『インソムニア』、『プリズナーズ』などを製作した。
2009年に公開された『しあわせの隠れ場所』は史上最も売れたスポーツ映画となり、アカデミー賞にノミネートされた。
アレックス・ギブニー監督のテレビドキュメンタリー『Sinatra: All or Nothing At All』で製作総指揮を務め、エミー賞にノミネートされた。また同年には製作総指揮を務めたSyfyのテレビシリーズ『エクスパンス -巨獣めざめる-』が始まった。

## 私生活
プロデューサーのキーラ・デイヴィスと結婚しており、2人の子をもうけている。